# Referendumul pentru independența Noii Caledonii din 2020
Referendumul din 2020 privind independența Noii Caledonii a fost un referendum de autodeterminare organizat pe 4 octombrie 2020 în cadrul Acordului de la Nouméa. Acesta este al treilea referendum privind independența Noii Caledonii, după cel organizat în 1987 și cel din 2018.
Pentru a răspunde cerințelor separatiștilor, dreptul de vot este limitat la cetățenii care au reședința îndelungată și continuă în Noua Caledonie și exclude, în special, persoanele venite în Noua Caledonie după 1994. Programat inițial pentru 6 septembrie 2020, scrutinul a fost amânat de o lună din cauza pandemiei de coronavirus.

## Context

### Referendumul din 1987 și acordurile de la Matignon
După evenimentele politice din anii 1980 din Noua Caledonie a avut loc un referendum în 1987. Boicotat de separatiști, a avut ca rezultat menținerea Noii Caledonii în cadrul Franței cu 98,30% din voturi cu o participare de 59,10%.
Acordurile de la Matignon, semnate în 1988 și aprobate prin referendum național la 6 noiembrie 1988 au prevăzut organizarea unui referendum în 1998. Apoi, acordul de la Nouméa, semnat în 1998, a prevăzut ca referendumul să aibă loc între 2014 și 2018, putând fi urmat de altele două.   Acest acord este inclus în articolele 76 și 77 din Constituție.

## Referendumul din 2018
Scrutinul din 2018 - marcat de o participare ridicată (81,01%) - a avut ca rezultat victoria (56,67%) celor care au răspuns „nu” la propunerea de independență. Rezultatele au confirmat disparitățile semnificative între voturile celor două comunități principale, Kanak și cea europeană, în timp ce 17% dintre alegătorii care trăiesc în arhipelag au fost excluși de la vot, în conformitate cu listele stabilite prin acordul de la Nouméa.
În contextul unei participări ridicate (cu 6,4 puncte mai mult decât în timpul consultării din 1998 cu privire la acordul de la Nouméa), votul contra independenței a fost mai mic decât se aștepta ca urmare a sondajelor realizate înainte scrutinului. Anti-separatiștii sperau la o victorie cu un scor mai mare pentru a nu mai organiza una al doilea și al treilea referendum prevăzut de acordul de la Nouméa. Rezultatele au arătat, de asemenea, o divizare teritorială și sociologică importantă. Într-adevăr, în Nouméa și în cea mai bogată provincie din sud s-a concentrat votul pentru „nu” cu mai mult de 75%. Articolul 217 din legea organică nr. 99-209 din 19 martie 1999 privind Noua Caledonie prevede apoi un mecanism în care o treime din membrii Congresului Noii Caledonii poate, începând cu a șasea lună după consultare (adică 5 mai 2019), solicita organizarea a două noi consultări în doi și patru ani de la primul referendum. În urma alegerilor pentru congres din 2019, separatiștii au obținut împreună 26 de locuri din 54, adică puțin peste 48%.
La jumătatea lunii iunie 2019, majoritatea membrilor Congresului au cerut organizarea acestei noi consultări, care urma să aibă loc în a doua jumătate a anului 2020. După negocierile dintre diferitele partide neo-caledoniene, datele provizorii au fost 30 august sau 6 septembrie, cea de a doua dată fiind aleasă definitiv. Datorită restricțiilor de circulație cauzate de pandemia de Covid-19, precum și amânarea pentru 28 iunie a celui de-al doilea tur al alegerilor municipale s-a ajuns la o amânare a scrutinului. Prim-ministrul Édouard Philippe a propus astfel la sfârșitul lunii mai amânarea scrutinului pentru 4 octombrie 2020. Dacă propunerea de amânare era privită inițial cu reticență de către tabăra contra independenței, care dorea să se încheie rapid cu perioada de incertitudine economică legată de referendum, o mare majoritate a aleșilor a votat în cele din urmă ca dată de desfășurare a scrutinului 25 octombrie.   Cu toate acestea, guvernul a decis să mențină amânarea acestuia pentru 4 octombrie, formalizată la sfârșitul lunii iunie.

## Modalități

### Întrebarea de pe buletinul de vot
Întrebarea care urma să fie trecută pe buletinul de vot a făcut obiectul unei dezbateri în 2018 pentru primul referendum între susținătorii independenței și cei care erau contra în ceea ce privește expresiile „suveranitate deplină” și „independență”. În cele din urmă întrebarea a fost:
„Doriți ca Noua Caledonie să câștige suveranitate deplină și să devină independentă?”

### Condiții de participare
Pentru a putea vota, alegătorul trebuie să fie înscris pe lista electorală generală și pe lista electorală pentru consultarea privind obținerea suveranității depline a Noii Caledonii. Astfel, aproximativ 35.950 de alegători înscriși pe lista generală au fost sunt excluși de pe liste, aproximativ 17%, aceștia fiind în principal europenii care au ajuns în Noua Caledonie după 1994.
Problema înregistrării de noi persoane care îndeplinesc aceste criterii și care au împlinit optsprezece ani de la referendumul din 2018 a făcut obiectul unei dezbateri intense înaintea organizării celui de-al doilea referendum, oameni cu stare civilă obișnuită fiind înregistrați automat, spre deosebire de cele cu statut civil de drept comun care au fost nevoite să se înscrie18. Separatiștii au câștigat în privința acestui aspect, anti-separatiștii - care cereau înregistrarea automată a tuturor - obținând totuși asigurarea că persoanele în cauză vor fi contactate individual pentru a le reaminti posibilitatea înregistrării lor19.
Anti-separatiștii, pe de altă parte, au obținut posibilitatea de a face campanie cu tricolorul francez. Codul electoral francez interzicea unei părți politice să își însușească acest steag în timpul unei campanii electorale, deși în timpul campaniei pentru referendumul din 2018 separatiștii au folosit steagul FENKS fără ca loialiștii să poată utiliza steagul francez. Această situație, condamnată de loialiști, a fost corectată printr-un decret guvernamental „de dragul corectitudinii” pentru scrutinul din 2020.

## Rezultate
Rezultatele definitive date publicității au arătat că cetățenii din Noua Caledonie au votat în majoritate (53,26%) împotriva declarării independenței față de Franța. 